# Kaaha Tafadhiig
Kaaha Tafadhiig hay đơn giản là Tafadhiig là một phụ nữ Somalia, nạn nhân của một vụ bắt cóc cô dâu vào giữa thế kỷ 19. Tên riêng Tafadhiig là một biệt danh trong tiếng Somali có nghĩa là những mép máu. Điều này liên quan đến cuộc chiến đẫm máu xảy ra sau vụ bắt cóc cô. Người ta tin rằng cuộc tranh cãi phần lớn bắt nguồn từ việc Kaaha Tafadhiig đã đính hôn với một người đàn ông tên là Cali Dhuullaane mà cô đã kết hôn. Thực tế là văn học Somali chỉ mô tả tranh cãi trong các vụ bắt cóc cô dâu đối với phụ nữ đã đính hôn hoặc đã kết hôn cho thấy rằng có thể là điều bình thường trong văn hóa Somali thời trung cổ khi xảy ra vụ bắt cóc cô dâu của những cô gái mới lớn. Kẻ thực hiện vụ bắt cóc là một người đàn ông tên là Faarax Afxakame, một người thuộc bộ tộc Dhulbahante.